# Can Garriga (l'Ametlla del Vallès)
Can Garriga és un edifici del municipi de l'Ametlla del Vallès (Vallès Oriental) protegit com a bé cultural d'interès local.

## Descripció
És un edifici de tipologia ciutat jardí amb una tanca d'obra amb balustres. Té una estructura allargada i simètrica, llevat de la torre mirador. La coberta és a quatre vessants, acabada en gran barbacana. Simula carreus de pedra a les cantonades. Els elements decoratius li donen un caràcter eclèctic amb elements clarament barrocs i d'altres de tipus popular.

## Història
El carrer Torregassa, juntament amb el carrer Macià, és l'eix de desenvolupament urbanístic i zona d'eixample a l'Ametlla de principis de segle. És el moment en què l'Ametlla passà de ser un petit poble agrícola a un centre d'estiueig molt important. El fenomen de l'estiueig donà lloc a un altre fenomen arquitectònic: l'habitatge de temporada, que té una importància remarcable a l'arquitectura catalana d'aquest segle. Modernisme, Noucentisme i Eclecticisme es perllonguen en aquest tipus d'arquitectura fins gairebé la guerra civil espanyola del 1936-1939.